# Unidades federativas do Brasil
As unidades federativas do Brasil são entidades subnacionais com certo grau de autonomia (autogoverno, autolegislação e autoarrecadação) e dotadas de governo e constituição próprios. Do ponto de vista político-administrativo, a República Federativa do Brasil é definida constitucionalmente como uma federação formada pela união indissolúvel de 26 estados, o Distrito Federal e 5571 municípios. Eles possuem personalidade jurídica de direito público interno sendo autônomos entre si, ainda que não soberanos. Portanto, possuem autoadministração, autogoverno e auto-organização, ou seja, elegem seus líderes e representantes políticos e administram seus negócios públicos sem interferência de outros entes da federação. De modo a permitir a autoadministração, a constituição nacional vigente define quais tributos podem ser coletados por cada unidade da federação e como as verbas serão distribuídas entre eles. Estados e municípios, atendendo ao desejo de sua população expresso em plebiscitos, podem dividir-se ou se unir. Porém, não têm assegurado pela constituição o direito de se tornarem independentes.
A organização político-administrativa do Estado brasileiro é determinada no terceiro título da Constituição brasileira de 1988. Chamado "Da Organização do Estado", essa parte da constituição reúne um conjunto de dispositivos destinados a determinar quais são os entes da federação (União, Estados, Distrito Federal e municípios) e as atribuições de cada um. Além disso, tratam das situações excepcionais de intervenção da União nos entes federativos, versam sobre administração pública e servidores públicos militares e civis, e também das regiões do país e sua integração geográfica, econômica e social. A abordagem dos dispositivos que organizam a estrutura do Estado corresponde ao Título III, que contém sete capítulos (sobre a organização político-administrativa, a união federal, os estados federados, os municípios, o distrito federal e os territórios, a intervenção federal, e a administração pública, nessa ordem) e vai do artigo de número 18 ao 43.
Pelo artigo 18, a forma de Estado definida constitucionalmente é a de um Estado federal. O federalismo no Brasil foi introduzido por inspiração da experiência estadunidense e, desde 1988, são entes da federação brasileira a União Federal, os estados federados, os municípios e o Distrito Federal (Art. 18., caput). Há a previsão da existência de territórios federais, mas eles integram a União e não gozam de autonomia como um ente da federação (Art. 18., § 2.º). Nessa forma federal, o pacto federativo está estabelecido como indissolúvel, há repartição de rendas e competências entre os entes da federação e a autonomia implica várias ordens constitucionais respeitando essa repartição.
O artigo guarda ainda importantes conceitos sobre a criação de territórios, estados e municípios: os territórios pertencem à União, sendo sua criação, transformação em estado ou reintegração a estado dependentes de lei complementar. Os estados podem ser criados através de plebiscito ou por lei complementar, sendo que esta exige a maioria absoluta das casas do Congresso Nacional para sua aprovação. Já a criação de municípios é estabelecida por lei estadual, dependente de período determinado por Lei Complementar Federal, e dependerão de consulta prévia, mediante plebiscito, às populações dos municípios envolvidos, após divulgação dos Estudos de Viabilidade Municipal, apresentados e publicados na forma da lei. O artigo 19 define a laicidade do Estado (não confessional, sem religião oficial), a idoneidade de documentos públicos e o princípio da isonomia entre os nacionais.

## Estados
Nos estados, o poder executivo é exercido por um governador eleito quadrienalmente. O poder legislativo é representado por uma assembleia legislativa unicameral com deputados estaduais que votam as leis estaduais. As assembleias legislativas fiscalizam as atividades do poder executivo dos estados. Para isto, contam com o auxílio de um tribunal de contas com a finalidade de promover orientação quanto ao uso de verbas públicas. O poder judiciário dos estados é composto por tribunais estaduais de primeira e segunda instância que cuidam da justiça comum. Cada estado possui a autonomia para editar sua própria constituição estadual ficando obrigado, entretanto, a observar o princípio da simetria constitucional para com a constituição federal.
- 1  Acre
- 2  Alagoas
- 3  Amapá
- 4  Amazonas
- 5  Bahia
- 6  Ceará
- 7  Espírito Santo
- 8  Goiás
- 9  Maranhão
- 10  Mato Grosso
- 11  Mato Grosso do Sul
- 12  Minas Gerais
- 13  Pará
- 14  Paraíba
- 15  Paraná
- 16  Pernambuco
- 17  Piauí
- 18  Rio de Janeiro
- 19  Rio Grande do Norte
- 20  Rio Grande do Sul
- 21  Rondônia
- 22  Roraima
- 23  Santa Catarina
- 24  São Paulo
- 25  Sergipe
- 26  Tocantins
- 27  Distrito Federal

Mapa dos estados brasileiros e do DF:

O poder executivo estadual é desempenhado pelo governador do estado, assessorado pelos secretários estaduais. Para ser governador de estado é necessário ser brasileiro com mais de trinta anos, encontrar-se no exercício de direitos políticos e eleger-se por intermédio de partido político. As mesmas exigências são cobradas de um candidato a vice-governador. Ambos se elegem para um mandato de quatro anos, respeitando-se na eleição as mesmas normas eleitorais para presidente. Apesar disso, um candidato a governador só será eleito no segundo turno da eleição, se nenhum dos candidatos conseguir na primeira votação a maioria absoluta dos votos válidos. (artigo 28)
A responsabilidade do governador é determinada na constituição estadual, observadas as normas da federal, e conforme a estrutura do Executivo da União. Escolhidos nas eleições estaduais em 2022, os atuais governadores assumiram em 1.º de janeiro de 2023. Para ajudá-lo administrativamente, o governador dispõe dos secretários de Estado, livremente indicados e demitidos por ele. A quantidade de secretários oscila de estado a estado e suas competências equivalem, ao nível estadual, às atribuições dos ministros de Estado. Para a defesa da ordem e da segurança, os estados possuem o serviço de policiamento. Este é organizado em Polícia civil e Militar; estatutos especiais controlam a estrutura e as funções de cada uma. (artigo 144).
A instância legislativa estadual é a Assembleia Legislativa, unicameral, formada por representantes que se elegem para um período quadrienal. Ajustam-se aos deputados estaduais as mesmas normas da constituição federal a respeito do sistema eleitoral, inviolabilidade, imunidades, remuneração, perda de mandato, licença, etc. O pagamento dos deputados será determinado em cada legislatura para a próxima legislação. O número de deputados estaduais em cada Assembleia Legislativa é proporcional à população do estado e segue a mesma base utilizada para calcular a quantidade de deputados federais. Para deputado federal, três estaduais são eleitos, até atingir 36 membros na Assembleia Legislativa. Desde então, a cada deputado federal equivale um estadual. O processo legislativo acompanha o esquema da União, com as alterações adequadas. Para desempenhar a fiscalização financeira e orçamentária, o Legislativo dispõe do auxílio do Tribunal de Contas do Estado, cuja organização e operação são determinadas pela Constituição federal (análogas às do Tribunal de Contas da União). (artigo 75)
A organização da estrutura judiciária oscila muito de um estado a outro. De maneira geral, segue-se o seguinte arranjo: em primeira instância, os juízes de direito, os Tribunais do Júri e, para temas de cunho militar, os Conselhos de Justiça Militar. Das determinações proferidas nessas sentenças, compete recurso aos Tribunais de Justiça das unidades federativas: Tribunal de Justiça e Tribunal de Justiça Militar. Também na esfera estadual, o Ministério Público, liderado pelo procurador-geral de justiça, desempenhado pelos procuradores e os promotores de justiça, é organizado, juntamente ao Poder Judiciário, pelo Executivo. Sua organização e operação são determinadas pela Constituição estadual e leis complementares, análogas às do Ministério Público da União. (art. 128, par. 3.º)

### História

Evolução da divisão administrativa do Brasil

Mapa do Brasil em 1709

Províncias e o Município Neutro no território do Império do Brasil em 1889.

As capitanias do Brasil foram uma forma de administração territorial da América portuguesa, parte do Império Português, pela qual a Coroa, com recursos limitados, delegou a tarefa de colonização e exploração de determinadas áreas. O sistema de capitanias, bem-sucedido nas ilhas da Madeira e de Cabo Verde, foi inicialmente implantado no Brasil com a doação, a Fernão de Noronha, da Ilha de São João (atual ilha de Fernando de Noronha), por Carta Régia de Dom Manuel I (r. 1495–1521) datada de 16 de fevereiro de 1504. Entretanto, o uso sistemático das capitanias foi estabelecido apenas em 1532, embora sua implementação só tenha começado em 1534. O insucesso das expedições guarda-costas de Cristóvão Jacques (inclusive o sério incidente diplomático pelo qual foi responsável), assim como o aumento do tráfico de pau-brasil e outros gêneros por corsários estrangeiros, principalmente franceses no litoral do Brasil, em um momento de crise do comércio português no Oriente, foram os fatores determinantes para a iniciativa de colonização promovida pela Coroa. A criação das capitanias no Brasil fez com que muitos intérpretes considerassem que o país teve um período feudal, mas tal interpretação passou a ser contestada em 1930, de forma incipiente, pelo crítico de arte Mário Pedrosa e o crítico literário Lívio Xavier, em "Esboço de Análise da Situação Brasileira".
Com o advento do Império do Brasil após a independência de Portugal, as antigas capitanias passam definitivamente a ser denominadas províncias. Tratava-se de um estado unitário, não sendo as divisões administrativas (províncias), unidades federativas. A Comarca do Rio de São Francisco, região situada na margem esquerda do rio São Francisco, foi desmembrada de Pernambuco como punição àquela província pelo movimento separatista conhecido como Confederação do Equador, em 1824. O desmembramento da comarca — assim como sua anexação à província de Minas Gerais — foi ordem direta do então imperador Dom Pedro I em decreto datado de 7 de julho de 1824. Após três anos sob administração mineira, a região foi anexada à Bahia, correspondendo ao atual Oeste Baiano.
Em 1825 foi iniciada a campanha da Cisplatina, conflito ocorrido entre o Império do Brasil e as Províncias Unidas do Rio da Prata, no período de 1825 a 1828, pela posse da Província Cisplatina. A República Oriental do Uruguai se torna independente em 1828 e se separa do Império do Brasil. Em 1850, a Província do Grão-Pará foi extinta e desmembrada em duas unidades, formando as Província do Pará e a Província do Amazonas (elevação da Comarca do Alto Amazonas com sede na cidade de Nossa Senhora da Conceição da Barra do Rio Negro, atual Manaus). Em 1853, a porção sul da província de São Paulo foi desmembrada com a criação da província do Paraná.
Com a Proclamação da República, as províncias do Império foram convertidas em Estados, assim denominados oficialmente a partir da Constituição de 1891. Em 1943, com a entrada do Brasil na Segunda Guerra Mundial, o governo de Getúlio Vargas decide desmembrar seis territórios estratégicos de fronteira do país para administrá-los diretamente: Ponta Porã, Iguaçu, Amapá, Rio Branco, Guaporé e o arquipélago de Fernando de Noronha (este último criado em 1942). Ponta Porã e Iguaçu retornam à condição original após a guerra, enquanto os quatro restantes são mantidos (Rio Branco é renomeado como Roraima e Guaporé batizado de Rondônia em homenagem ao Marechal Rondon).
Em 1960, um território quadrangular foi desmembrado do estado de Goiás, na divisa com o estado de Minas Gerais, para abrigar a nova capital do país, Brasília, que foi sediada no novo Distrito Federal. Simultaneamente, o território do antigo Distrito Federal foi transformado em estado da Guanabara, compreendendo apenas a cidade do Rio de Janeiro e sua área rural. Em 1962, o Território Federal do Acre foi elevado à condição de estado. Em 1975, o estado da Guanabara foi incorporado ao estado do Rio de Janeiro, e a cidade do Rio de Janeiro passou a ser sua capital, sucedendo a Niterói. Já em 1977 a porção sul de Mato Grosso foi emancipada, formando o estado de Mato Grosso do Sul, com capital em Campo Grande. Em 22 de dezembro de 1981, foi criado o estado de Rondônia e instalado em 4 de janeiro de 1982, pelo então presidente do Brasil João Batista Figueiredo, tendo a cidade de Porto Velho como capital. A Constituição de 1988 deixou a estrutura das divisões como ela é atualmente. Apesar de manter a definição legal de territórios federais, acabou com os existentes até então, elevando Roraima e Amapá à condição de estados e integrando Fernando de Noronha ao estado de Pernambuco como distrito estadual. No mesmo ato, a porção norte de Goiás foi desmembrada como estado do Tocantins, tendo como capital provisória a cidade de Miracema do Tocantins. Em julho de 1989, a Assembleia Legislativa do Estado aprovou projeto de lei do Executivo que criava a cidade de Palmas, a ser construída no centro geográfico do estado, para ser a capital definitiva do Tocantins.

### Lista sintética
De todos os Estados brasileiros, 17 são litorâneos e 11 são fronteiriços, destes somente Mato Grosso, Rondônia e Santa Catarina possuem fronteira com apenas um país. Somente Amapá, Pará, Paraná, Rio Grande do Sul e Santa Catarina acumulam ambas as funções. A linha do equador passa por quatro Estados (AM, AP, PA e RR) e o trópico de Capricórnio por outros três (MS, PR e SP). Todos (à exceção do Distrito Federal) possuem municípios que realizam segundo turno eleitoral a nível municipal. Outros três estados (GO, MG e TO), além do Distrito Federal, têm seus limites territoriais compostos apenas por outras unidades federativas; portanto, não fazem fronteira internacional nem possuem saída para o mar.
| Bandeira | Unidade federativa  | Abreviação | Sede de governo | Área (km²)  | População (Censo 2022) | Densidade (2005) | PIB (2015)    | (% total) (2015) | PIB per capita (R$) (2015) | IDH (2010) | Alfabetização (2016) | Mortalidade infantil (2016) | Expectativa de vida (2016) |
| -------- | ------------------- | ---------- | --------------- | ----------- | ---------------------- | ---------------- | ------------- | ---------------- | -------------------------- | ---------- | -------------------- | --------------------------- | -------------------------- |
|          | Acre                | AC         | Rio Branco      | 164 122,2   | 830 018                | 4,30             | 13 622 000    | 0,2              | 16 953,46                  | 0,663      | 86,9%                | 17,0‰                       | 73,9 anos                  |
|          | Alagoas             | AL         | Maceió          | 27 767,7    | 3 127 683              | 108,61           | 46 364 000    | 0,8              | 13 877,53                  | 0,631      | 80,6%                | 19,5‰                       | 71,6 anos                  |
|          | Amapá               | AP         | Macapá          | 142 814,6   | 733 759                | 4,16             | 13 861 000    | 0,2              | 18 079,54                  | 0,708      | 95%                  | 23,2‰                       | 73,9 anos                  |
|          | Amazonas            | AM         | Manaus          | 1 570 745,7 | 3 941 613              | 2,05             | 86 560 000    | 1,4              | 21 978,95                  | 0,674      | 93,1%                | 18,2‰                       | 71,9 anos                  |
|          | Bahia               | BA         | Salvador        | 564 692,7   | 14 141 626             | 24,46            | 245 025 000   | 4,1              | 16 115,89                  | 0,660      | 87%                  | 17,3‰                       | 73,5 anos                  |
|          | Ceará               | CE         | Fortaleza       | 148 825,6   | 8 794 957              | 54,40            | 130 621 000   | 2,2              | 14 669,14                  | 0,682      | 84,8%                | 14,4‰                       | 73,8 anos                  |
|          | Distrito Federal    | DF         | Brasília        | 5 822,1     | 2 817 381              | 400,73           | 215 613 000   | 3,6              | 73 971,05                  | 0,824      | 97,4%                | 10,5‰                       | 78,1 anos                  |
|          | Espírito Santo      | ES         | Vitória         | 46 077,5    | 3 833 712              | 73,97            | 120 363 000   | 2                | 30 627,45                  | 0,740      | 93,8%                | 8,8‰                        | 78,2 anos                  |
|          | Goiás               | GO         | Goiânia         | 340 086,7   | 7 056 495              | 16,52            | 173 632 000   | 2,9              | 26 265,32                  | 0,735      | 93,5%                | 14,9‰                       | 74,2 anos                  |
|          | Maranhão            | MA         | São Luís        | 331 983,3   | 6 755 805              | 18,38            | 78 475 000    | 1,3              | 11 366,23                  | 0,639      | 83,3%                | 21,3‰                       | 70,6 anos                  |
|          | Mato Grosso         | MT         | Cuiabá          | 903 357,9   | 3 658 649              | 3,10             | 107 418 000   | 1,8              | 32 894,96                  | 0,725      | 93,5%                | 16,9‰                       | 74,2 anos                  |
|          | Mato Grosso do Sul  | MS         | Campo Grande    | 357 125,0   | 2 757 013              | 6,34             | 83 082 000    | 1,4              | 31 337,22                  | 0,729      | 93,7%                | 14,0‰                       | 75,5 anos                  |
|          | Minas Gerais        | MG         | Belo Horizonte  | 586 528,3   | 20 539 989             | 32,79            | 519 326 000   | 8,7              | 24 884,94                  | 0,731      | 93,8%                | 10,9‰                       | 77,2 anos                  |
|          | Pará                | PA         | Belém           | 1 247 689,5 | 8 121 025              | 5,58             | 130 883 000   | 2,2              | 16 009,98                  | 0,646      | 90,7%                | 16,6‰                       | 72,1 anos                  |
|          | Paraíba             | PB         | João Pessoa     | 56 439,8    | 3 974 687              | 63,71            | 56 140 000    | 0,9              | 14 133,32                  | 0,658      | 83,7%                | 16,1‰                       | 73,2 anos                  |
|          | Paraná              | PR         | Curitiba        | 199 314,9   | 11 444 380             | 51,48            | 376 960 000   | 6,3              | 33 768,62                  | 0,749      | 95,5%                | 9,3‰                        | 77,1 anos                  |
|          | Pernambuco          | PE         | Recife          | 98 311,6    | 9 058 931              | 85,58            | 156 955 000   | 2,6              | 16 795,34                  | 0,673      | 87,2%                | 12,7‰                       | 73,9 anos                  |
|          | Piauí               | PI         | Teresina        | 251 529,2   | 3 271 199              | 11,95            | 39 148 000    | 0,7              | 12 218,51                  | 0,646      | 82,8%                | 19,1‰                       | 71,1 anos                  |
|          | Rio de Janeiro      | RJ         | Rio de Janeiro  | 43 696,1    | 16 055 174             | 352,05           | 659 137 000   | 11               | 39 826,95                  | 0,761      | 97,3%                | 11,5‰                       | 76,2 anos                  |
|          | Rio Grande do Norte | RN         | Natal           | 52 796,8    | 3 302 729              | 56,88            | 57 250 000    | 1                | 16 631,86                  | 0,684      | 85,3%                | 14,7‰                       | 75,7 anos                  |
|          | Rio Grande do Sul   | RS         | Porto Alegre    | 281 748,5   | 11 882 965             | 38,49            | 381 985 000   | 6,4              | 33 960,36                  | 0,746      | 96,8%                | 9,6‰                        | 77,8 anos                  |
|          | Rondônia            | RO         | Porto Velho     | 237 576,2   | 1 581 196              | 6,46             | 36 563 000    | 0,6              | 20 677,95                  | 0,690      | 93,3%                | 20,0‰                       | 71,3 anos                  |
|          | Roraima             | RR         | Boa Vista       | 224 299,0   | 636 707                | 1,74             | 10 354 000    | 0,2              | 20 476,71                  | 0,707      | 93,4%                | 17,2‰                       | 71,5 anos                  |
|          | Santa Catarina      | SC         | Florianópolis   | 95 346,2    | 7 610 361              | 61,53            | 249 073 000   | 4,2              | 36 525,28                  | 0,774      | 97,2%                | 9,2‰                        | 79,1 anos                  |
|          | São Paulo           | SP         | São Paulo       | 248 209,4   | 44 411 238             | 162,93           | 1 939 890 000 | 32,4             | 43 694,68                  | 0,783      | 97,2%                | 9,9‰                        | 78,1 anos                  |
|          | Sergipe             | SE         | Aracaju         | 21 910,3    | 2 210 004              | 89,81            | 38 554 000    | 0,6              | 17 189,28                  | 0,665      | 85,3%                | 16,2‰                       | 72,7 anos                  |
|          | Tocantins           | TO         | Palmas          | 277 620,9   | 1 511 460              | 4,70             | 28 930 000    | 0,5              | 19 094,16                  | 0,699      | 89,6%                | 15,8‰                       | 73,4 anos                  |

## Distrito Federal

Mapa do Distrito Federal e de suas 35 regiões administrativas

No Distrito Federal, o poder executivo é exercido por um governador eleito quadrienalmente. O poder legislativo é representado por uma câmara legislativa unicameral com  24 deputados distritais que votam as leis distritais. A Câmara Legislativa exerce as funções de aprovar leis de abrangência local desde que dentro das competências estabelecidas Constituição Federal e também tem as competências de fiscalizar as atividades do poder executivo do Distrito Federal. Para isto, conta com o auxílio do Tribunal de Contas do Distrito Federal que exerce a função de orientar e fiscalizar o uso das verbas públicas.
O poder judiciário do Distrito Federal é composto pelo Tribunal de Justiça do Distrito Federal e dos Territórios que tem suas primeira e segunda instâncias, tendo competência para julgar aquelas causas relativas a justiça comum, já que que existem outros dois tribunais relativos as outras áreas legais relativas ao Distrito Federal (justiça eleitoral e a justiça do Trabalho). Dada a sua natureza legislativa e constitucional sui generis, o Distrito Federal não pode ser dividido em municípios, razão pela qual seu território é composto por 35 regiões administrativas. Essas regiões são subdivisões administradas diretamente pelo governo do Distrito Federal, que exerce poderes constitucionais e legais que são equivalentes a dos estados, ao mesmo tempo que também atende a aquelas que são especificas dos municípios. Esta singularidade também obrigou ao Distrito Federal a expedir uma lei orgânica como forma análoga a das constituições dos estados. Todavia, esta lei também tem a ressalva de acumular competência e características das leis orgânicas municipais.

## Municípios

Divisão no Brasil por municípios, além do Distrito Federal. Nota-se a alta densidade de municípios no litoral, especialmente nas regiões Sudeste, Sul e Nordeste

Um município no Brasil é uma circunscrição territorial dotada de personalidade jurídica e com certa autonomia administrativa, sendo a menor unidade autônoma da Federação. A sede do município é categorizada como cidade e possui o seu mesmo nome. Cada um tem sua própria Lei Orgânica que define a sua organização política, mas limitada pela Constituição Federal. Os municípios dispõem apenas dos poderes Executivo, exercido pelo prefeito, e Legislativo, sediado na câmara municipal (também chamada de câmara de vereadores). O Poder Judiciário organiza-se em forma de comarcas, que podem abranger vários municípios (caso da Comarca de Osasco, no estado de São Paulo, que abrange os municípios de Barueri, Carapicuíba, Jandira, Osasco e Santana de Parnaíba), ou um único município (caso da Comarca da Capital (Município de São Paulo), também no estado de São Paulo). Portanto, não há Poder Judiciário específico para cada município. Pode ocorrer de uma comarca possuir um único município, porém tal caso seria mera coincidência.
Os municípios possuem natureza de pessoa jurídica de direito público com autonomia política, administrativa e financeira, estabelecidos pela Constituição Brasileira de 1988. A mesma constituição define quais tributos podem ser coletados pelos municípios e qual será a sua participação nos tributos coletados pelos governos federal e estadual. As populações locais podem manifestar-se em plebiscitos para pedir a sua organização em municípios cuja área deverá estar totalmente dentro de um mesmo estado-membro.
Atualmente existem 5 571 municípios (Juridicamente há 5 569 municípios legais, pois o IBGE conta como "municípios", para efeitos estatísticos, duas entidades a mais: Brasília, a capital federal, como cidade coextensiva ao Distrito Federal, e Fernando de Noronha, um distrito estadual de Pernambuco) em todo território nacional., O estado da Federação com menos municípios é Roraima, com apenas quinze. Enquanto isso, Minas Gerais possui a maior quantidade, chegando a 853. Existem propostas para a diminuição da quantidade de municípios, extinguido municípios com menos de 5 mil habitantes e com baixa arrecadação. Ao passo que, outras localidades buscam a emancipação para tornarem-se municípios porém, a criação de novos municípios está suspensa desde 1996, até que seja aprovada uma lei complementar federal acerca da temática, após a aprovação da EC 15/1996.